# Танзанійський шилінг
Танзанійський шилінг (суах. Shilingi ya Tanzania) — національна валюта Танзанії.
1 танзанійський шилінг = 100 центам. Міжнародне позначення валюти — TZS (всередині країни — Tsh).
У грошовому обігу офіційно перебувають банкноти номіналом 500, 1000, 2000, 5000 і 10000 танзанійських шилінгів зразка 2003 і 2010 років та монети номіналом у 5, 10, 20 і 50 центів, 1, 5, 10, 20, 50, 100, 200 і 500 танзанійських шилінгів. Фактично монети номіналом менше 50 шилінгів вийшли з обігу.
Банкноти зразка 2003 року були введені в обіг у лютому 2003 року, банкноти зразка 2010 року — в січні 2011 року. Монета у 100 шилінгів введена у 1994 році, в 50 шилінгів — у 1996 році, в 200 шилінгів — у 1998 році.
Емісію валюти здійснює Банк Танзанії.

## Історія
Танзанійський шилінг введений 14 червня 1966 року замість східноафриканського шилінгу, що випускався Управлінням грошового обігу Східної Африки для Кенії, Уганди, Танганьїки та Занзібару. З випуском національної валюти розпочався обмін на неї східноафриканських шилінгів за співвідношенням 1:1 та поступове вилучення останніх з обігу.

## Опис

### Банкноти зразка 2003 року
| Серія 2003 року | Серія 2003 року | Серія 2003 року    | Серія 2003 року | Серія 2003 року | Серія 2003 року          | Серія 2003 року                             | Серія 2003 року | Серія 2003 року |
| Зображення      | Зображення      | Номінал (шилінгів) | Розміри (мм)    | Колір           | Опис                     | Опис                                        | Опис            | Дата випуску    |
| Аверс           | Реверс          | Номінал (шилінгів) | Розміри (мм)    | Колір           | Аверс                    | Реверс                                      | Водяний знак    | Дата випуску    |
| --------------- | --------------- | ------------------ | --------------- | --------------- | ------------------------ | ------------------------------------------- | --------------- | --------------- |
|                 |                 | 500                | 130 × 63        | Зелений         | Буйвіл                   | Національний університет у Дар-ес-Саламі    | Голова жирафи   | 2003            |
|                 |                 | 1000               | 135 × 66        | Блакитний       | Джуліус Ньєрере          | Будівля уряду в Дар-ес-Саламі               | Голова жирафи   | 2003            |
|                 |                 | 2000               | 140 × 69        | Коричневий      | Лев на фоні Кіліманджаро | Стара будівля у Занзібарі                   | Голова жирафи   | 2003            |
|                 |                 | 5000               | 145 × 72        | Фіолетовий      | Чорний носоріг           | Золотий рудник та Будинок чудес у Занзібарі | Голова жирафи   | 2003            |
|                 |                 | 10000              | 150 × 75        | Червоний        | Слон                     | Будівля Банку Танзанії                      | Голова жирафи   | 2003            |
|                 |                 |                    |                 |                 |                          |                                             |                 |                 |

### Монети
Аверси танзанійських монет усіх номіналів, крім портрета доктора Джуліуса Камбараге Ньєрере, містять також написи: «TANZANIA» (1, 5 і 20 шилінгів), «MWALIMU JULIUS К. NYERERE. RAIS WA KWANZA WA TANZANIA» (10 і 100 шилінгів) та «NDUGU ALI HASSAN MWINYI. RAIS WA PILI WA TANZANIA» (50 шилінгів).
На реверсі монети в 1 шилінг розміщено зображення фрагмента герба і смолоскипа свободи, на звороті монети номіналом 5 шилінгів зображені стебла проса, кукурудза, в'язка бананів і лежачий зебу. Реверс монети номіналом 10 шилінгів прикрашений державним гербом країни, зворотний бік 20 шилінгів містить зображення слонихи зі слоненям. На реверсі монети вартістю 50 шилінгів зображена самка носорога з дитинчам, а на зворотному боці монети у 100 шилінгів розташоване зображення трьох антилоп, що біжать, 200 шилінгів зображена самка лева з дитинчам, 500 шилінгів зображений Африканський буйвіл, або чорний буйвіл, кафрський буйвіл (лат. Syncerus caffer). Монети у 20 і 50 шилінгів мають гладкий гурт, у монети номіналом 5 шилінгів — гурт секторального перерізу, у монет в 1, 10, 100, 200 і 500 шилінгів — рифлений гурт.
На відміну від багатьох африканських грошових знаків, на монетах Танзанії в обов'язковому порядку присутній не державний герб країни, а портрет доктора Джуліуса Камбараге Ньєрере, який обіймав посаду президента Танзанії у період з 1964 по 1985 роки.